# Johan Arendsson (Ulv)
Johan Arendsson (Ulv), född före 1486, död 1524 eller 1525, var riksråd och lagman.
Hans far var riksrådet Arend Bengtsson (Ulv) av Ulvätten.
Han nämns 1501 bland rikets råd och kan säkert beläggas som riksråd 1506.
Han var lagman i Södermanlands lagsaga 1510-1523.  Han blev 1517 hövitsman på Stegeholm och då tillfångatagen av danskarna, efter att under belägringen hans fru och fyra barn blivit innebrända. Han var senast 1520 tillbaks i Sverige.
Hans sätesgård var Sjöholm i Östra Vingåkers socken.